# Zeemansgraf

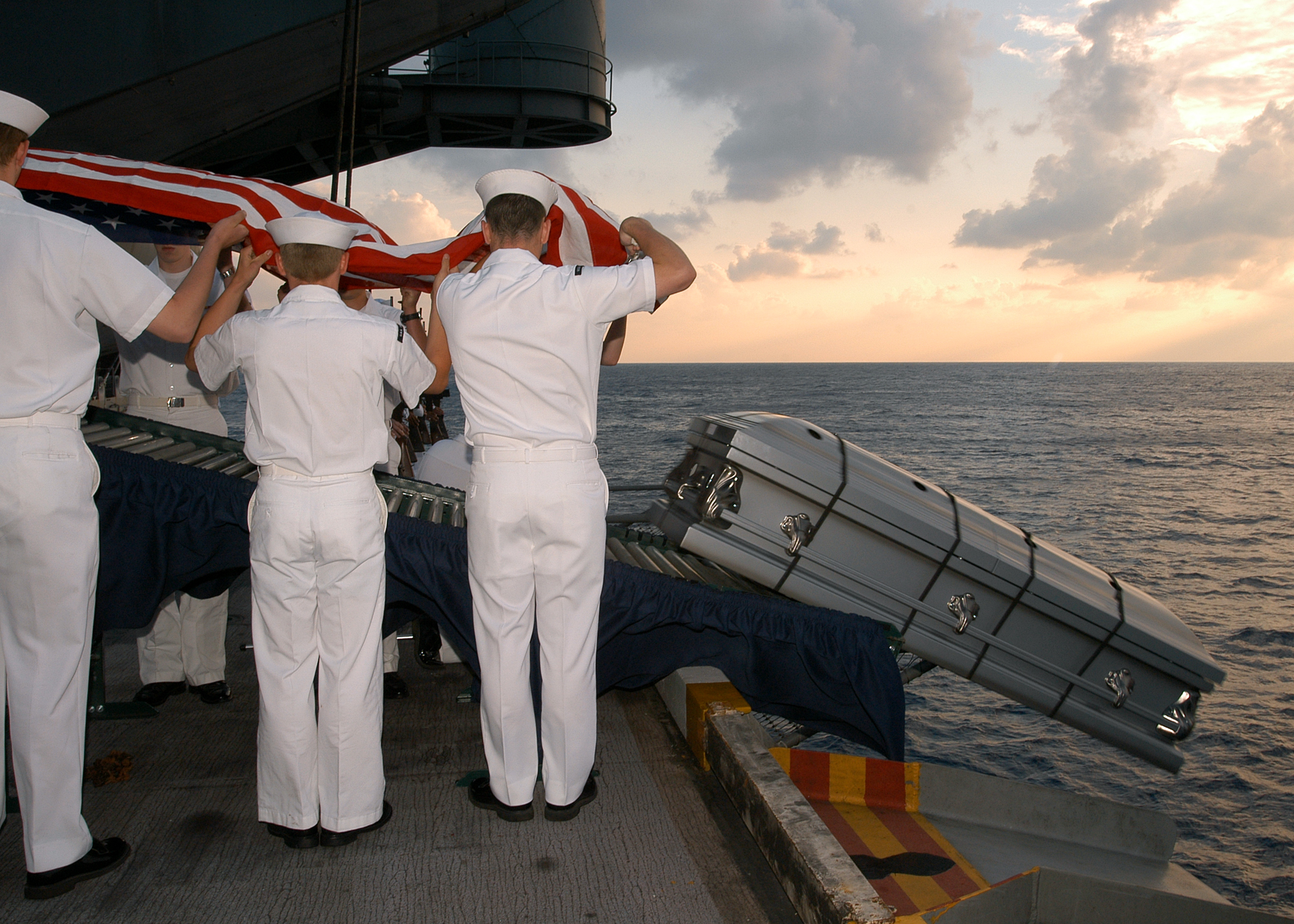
Zeemansgraf

Een zeemansgraf betekent dat een overledene op volle zee overboord gezet wordt. Het lichaam wordt in zee geschoven, soms nadat het in een doek is genaaid en verzwaard met kogels of zand.
De procedure kan gepaard gaan met een ritueel zoals ook op het land gebruikelijk is: een toespraak, gebed enz.

## Achtergrond
De opvattingen verschillen over wat er met de ziel van de overledene gebeurt. Volgens sommigen moet een overledene door een priester in gewijde grond begraven worden om een plek in het hiernamaals te kunnen krijgen. Dat betekende dat men een groot risico liep door op zee te gaan varen. Men was het er echter over eens dat er geen andere mogelijkheid was, want het lijk kon niet aan boord worden gehouden tot men bij vaste wal kwam.
Tegenwoordig bestaat de mogelijkheid het lijk gekoeld aan boord te houden of transport per helikopter te regelen, zodat een gebruikelijke uitvaart aan land mogelijk wordt.
In de Nederlandse wateren is een zeemansgraf niet meer toegestaan.
In Engeland zijn er twee plaatsen waar men een zeemansgraf kan krijgen.
Nog tijdens de Tweede Wereldoorlog kregen overledenen echter een zeemansgraf. Omdat de oorlogsschepen door gebrek aan ruimte veelal geen doodskisten aan boord hadden werden de lichamen in zeildoek gewikkeld en verzwaard met gewichten, meestal stukken rots of kanonskogels, te water gelaten. Er zijn gevallen bekend dat gesneuvelden tijdens de strijd rond de verovering van Nederlands-Indië door Japan in de restanten van hun vliegtuig begraven werden op zee; dat gebeurde dan vanaf een vliegdekschip.
Overleden personen van wie men niet wil dat hun laatste rustplek een bedevaartsoord wordt, kunnen ook in deze tijd een zeemansgraf krijgen, zoals het geval was bij de leiders van Al Qaida (Osama bin Laden) en van Islamitische Staat (Abu Bakr al-Baghdadi).

## Bekende personen met een zeemansgraf
- Francis Drake
- Karel Doorman
- Edward Winslow
- Frank Dyson
- Antonie Jacobus Bussemaker
- Osama bin Laden
- Abu Bakr al-Baghdadi

## Galerij

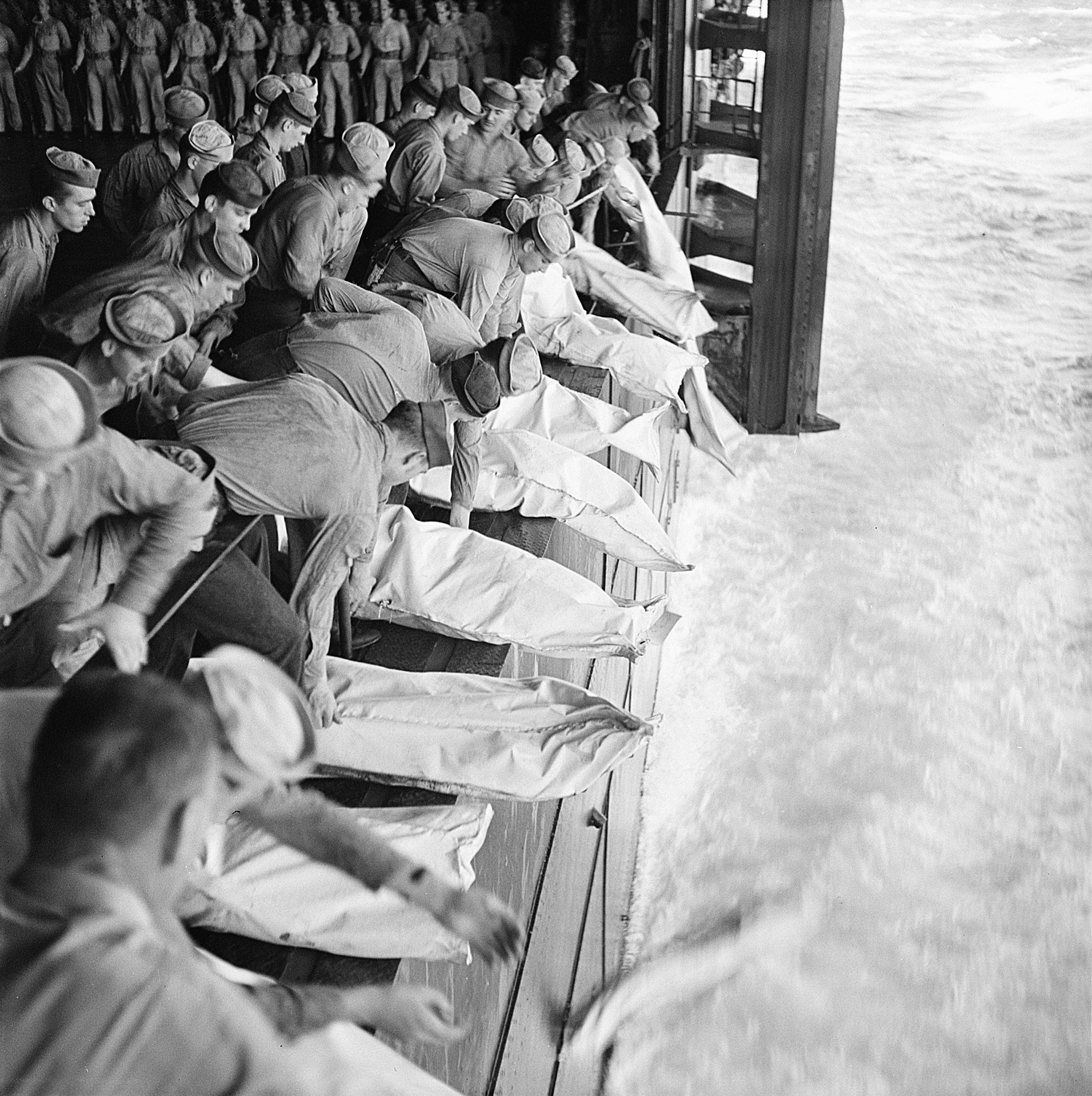
Begrafenis van de gesneuvelden van de strijd om de Filipijnen tijdens de Tweede Wereldoorlog
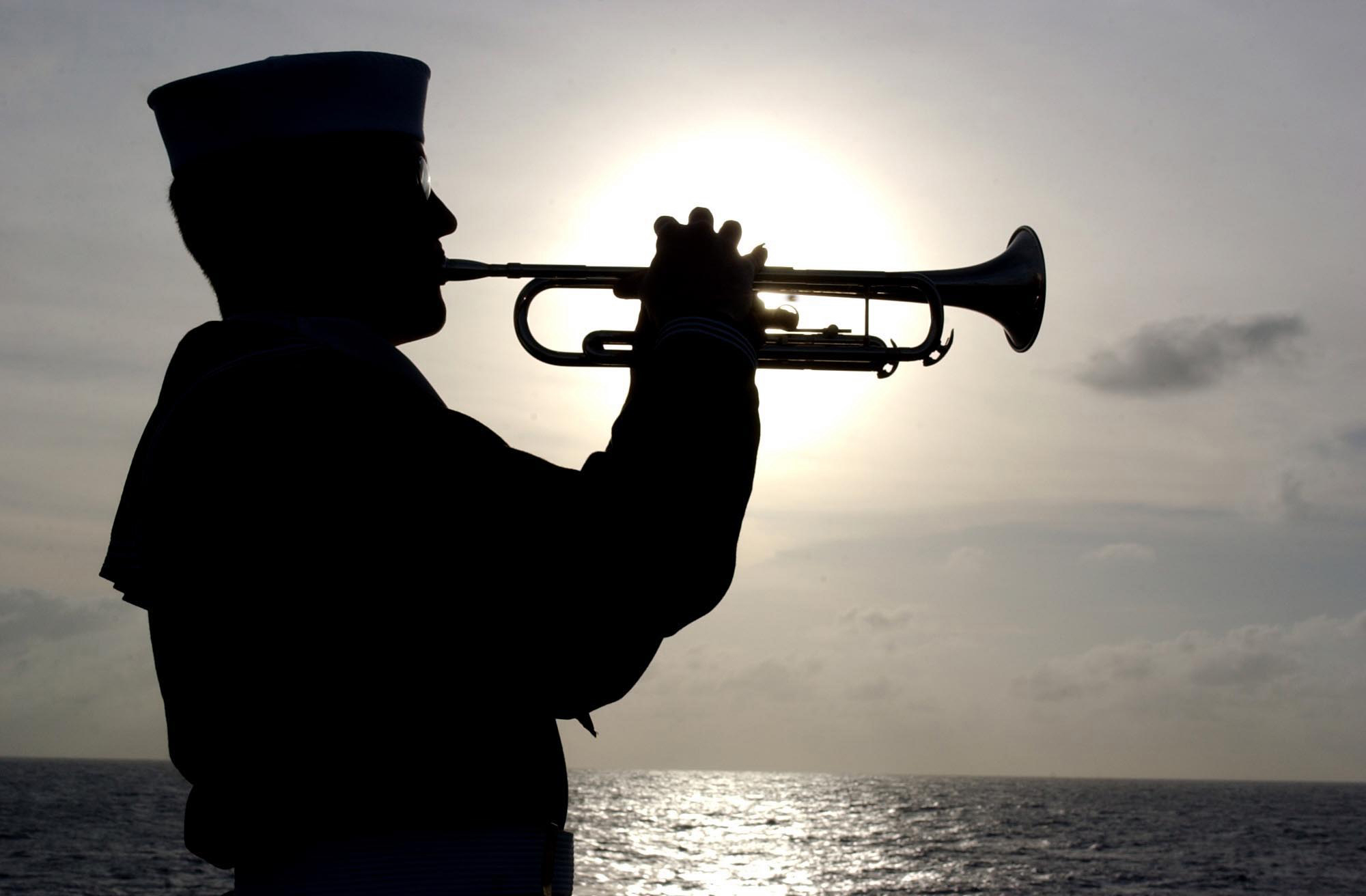
Een laatste groet bij een begrafenis op zee
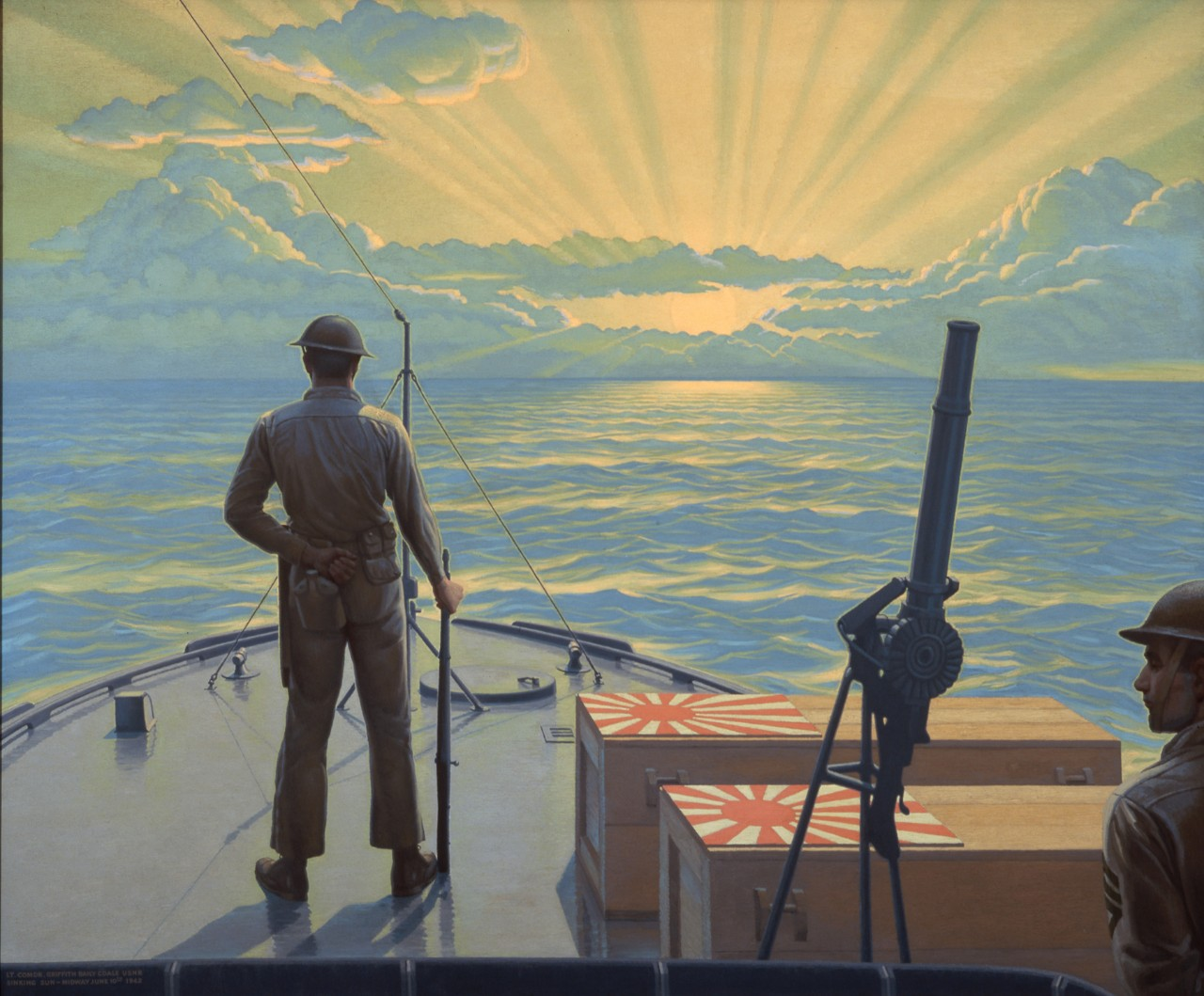
Doodskisten van gesneuvelde Japanners op het dek van een schip tijdens de Tweede Wereldoorlog